# 邊北道
邊北道是清代四川省的一個道，管轄登科府。宣統二年於康北地區設置。隸川滇邊務大臣。宣統三年二月奏准，駐登科府。道員兼管兵備，督率登科府及所屬各州縣。職能為「稟承邊務大臣命令，考核所轄府州縣，併兼理刑名事務，府州縣命盜各案均由該道核轉。遇有兵事，准調遣境內巡防各軍，一面知會該軍統領札飭各營遵照」。